# 宇都宮貴子
宇都宮 貴子（うつのみや たかこ、3月29日 - ）は、秋田県を拠点に活動している日本のフリーアナウンサー。

## 来歴
秋田県秋田市出身。市内で料亭を営む家庭に生まれる。
東京経済大学短期大学部を卒業後、秋田テレビ (AKT) に入社。同局のアナウンサーを務めた後、エフエム秋田 (AFM) のアナウンサーになる。フリーに転じてからは、テレビへの出演やイベントの司会をしながらエフエム秋田のパーソナリティも務めている。エフエム秋田との関わりは長く、開局に向けての準備段階から携わっている。

## 担当番組

### テレビ番組
- クボタ民謡お国めぐり（秋田テレビ）

### ラジオ番組
- Weekend for You（エフエム秋田）[1]
- オールホンダ・アフタヌーンドリーム（エフエム秋田）[1]
- スバル・スポーツ情報（エフエム秋田）[1]
- 歌謡曲ふれあい電話リクエスト（エフエム秋田、1988年 - 1996年）
- くらしのプロムナード（エフエム秋田）[3][4]
- フラワーアベニュー花徳（エフエム秋田）[5][6]
- 婦人倶楽部（エフエム秋田、2002年 - 2003年）[7]
- イブニング・オペレーション（エフエム秋田、2003年 - 2011年） - 水曜パーソナリティ[8]